# První vláda Tiita Vähiho
První vláda Tiita Vähiho byla vládou Estonské republiky od 30. ledna 1992 do 21. října 1992.
| Funkce                        | Jméno            | Funkční období        | Strana |
| ----------------------------- | ---------------- | --------------------- | ------ |
| Premiér                       | Tiit Vähi        | 30.01.1992–21.10.1992 |        |
| Státní sekretář               | Uno Veering      | 30.01.1992–21.10.1992 |        |
| Ministr školství              | Rein Lok         | 30.01.1992–21.10.1992 |        |
| Ministr spravedlnosti         | Märt Rask        | 30.01.1992–21.10.1992 |        |
| Ministr obrany                | Ülo Uluots       | 18.06.1992–21.10.1992 |        |
| Ministr obchodu               | Alexander Sikkal | 30.01.1992–22.04.1992 |        |
| Ministr obchodu               | Andres Tamm      | 06.05.1992–21.10.1992 |        |
| Ministr životního prostředí   | Tõnis Kaasik     | 30.01.1992–21.10.1992 |        |
| Ministr kultury               | Märt Kubo        | 30.01.1992–21.10.1992 |        |
| Ministr hospodářství          | Heido Vitsur     | 30.01.1992–08.06.1992 |        |
| Ministr hospodářství          | Olari Taal       | 15.06.1992–21.10.1992 |        |
| Ministr zemědělství           | Aavo Mölder      | 19.02.1992–21.10.1992 |        |
| Ministr financí               | Rein Miller      | 30.01.1992–21.10.1992 |        |
| Ministr vnitra                | Robert Närska    | 30.01.1992–21.10.1992 |        |
| Ministr sociálních věcí       | Laur Karu        | 21.03.1992–21.10.1992 |        |
| Ministr zdravotnictví         | Andres Kork      | 30.01.1992–21.10.1992 |        |
| Ministr dopravy               | Enn Sarap        | 30.01.1992–21.10.1992 |        |
| Ministr práce                 | Arvo Kuddo       | 30.01.1992–21.10.1992 |        |
| Ministr pro energii a průmysl | Aksel Treimann   | 30.01.1992–21.10.1992 |        |
| Ministr zahraničních věcí     | Lennart Meri     | 30.01.1992–24.03.1992 |        |
| Ministr zahraničních věcí     | Jaan Manitski    | 06.04.1992–21.10.1992 |        |
| Ministr výstavby              | Olari Taal       | 30.01.1992–15.06.1992 |        |
| Ministr výstavby              | Jaan Kabin       | 18.06.1992–21.10.1992 |        |
| Ministryně bez portfeje       | Klara Hallik     | 16.04.1992–21.10.1992 |        |
| Ministr bez portfeje          | Arvo Niitenberg  | 15.06.1992–21.10.1992 |        |